# Beaune-sur-Arzon
 Beaune-sur-Arzon  es una población y comuna francesa, situada en la región de Auvernia, departamento de Alto Loira, en el distrito de Le Puy-en-Velay y cantón de Craponne-sur-Arzon.

## Demografía
| 296 | 277 | 239 | 213 | 205 | 189 |
| Para los censos de 1962 a 1999 la población legal corresponde a la población sin duplicidades (Fuente: INSEE [Consultar]) |     |     |     |     |     |